# Peter von Danzig (escrimeur)
Pour les articles homonymes, voir Danzig.

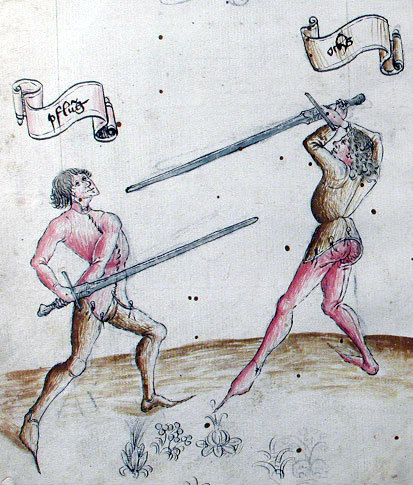
fol. 1v du MS, montrant deux escrimeurs dans deux gardes différentes. La charrue à gauche, le bœuf à droite.

Peter von Danzig était un maître escrimeur allemand du XVe siècle. Il est désigné par Paulus Kal comme faisant partie des 17 membres de la société de Johannes Liechtenauer (Gesellschaft Liechtenauers).

## Manuscrit
Le manuscrit de von Danzig est connu sous le nom de Cod. 44 A 8 ou MS 1449. Il est conservé à la Bibliotheca dell'Academica Nazionale dei Lincei e Corsiniana.
Il s'agit d'un traité d'escrime daté de 1452.

## Source
- (en) Cet article est partiellement ou en totalité issu de l’article de Wikipédia en anglais intitulé « Cod. 44 A 8 » (voir la liste des auteurs).